# 기술 지원

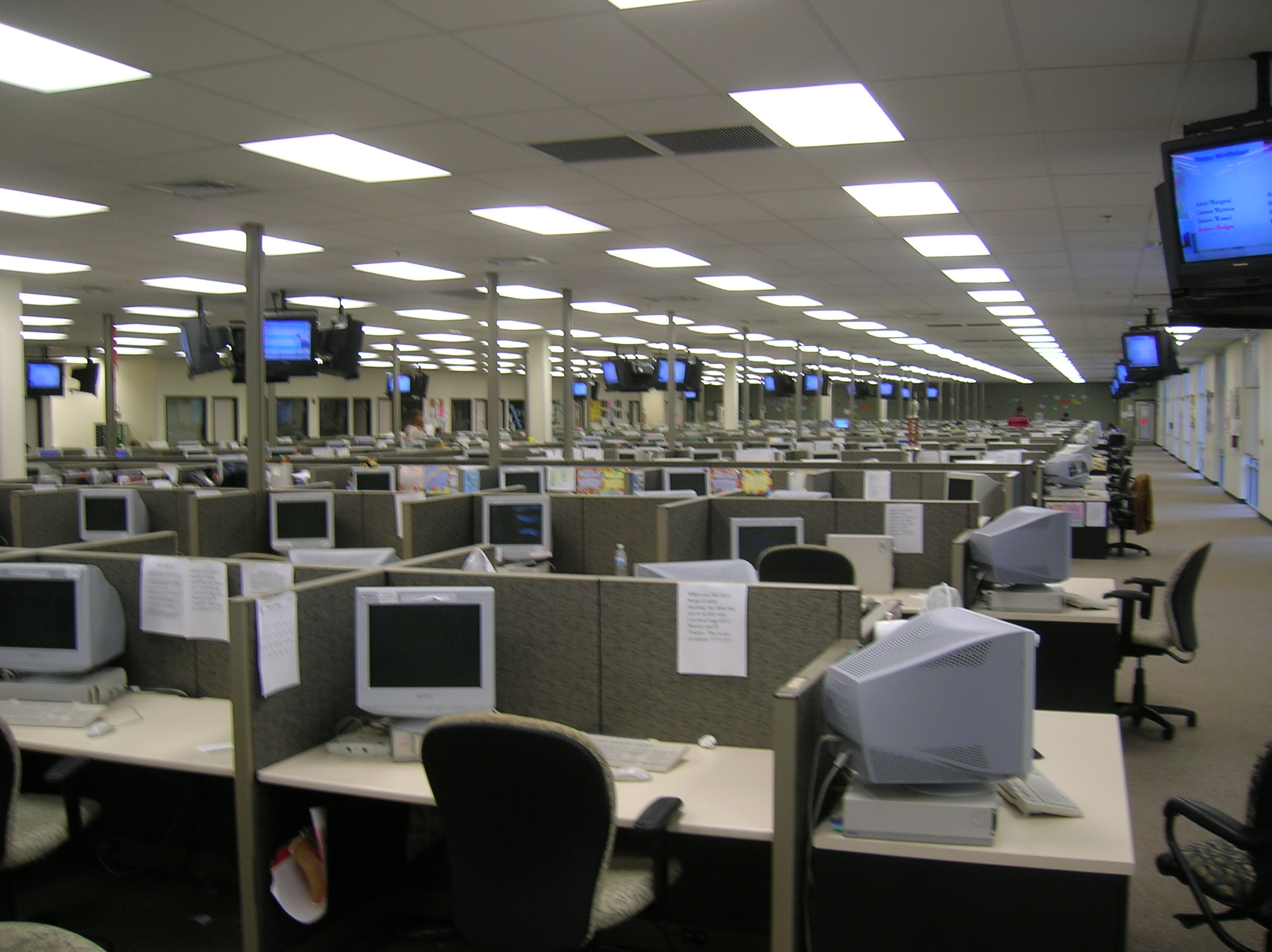
플로리다주 레이크랜드의 콜 센터

기술 지원 또는 테크니컬 서포트(technical support), 테크 서포트(tech support)는 보통은 전화를 통해 컴퓨터 이용 문제가 있는 사람들을 돕기 위해 제공되는 고객 서비스이다. 현재 대부분의 대형, 중견급 기업들은 자사의 기술 지원 운영 부문을 아웃소싱하고 있다. 수많은 기업들은 자사의 제품 사용자들이 소통할 수 있도록 토론 게시판을 제공한다. 예를 들면 포럼을 통해 기업들은 고객 피드백의 장점을 잃지 않은 채 지원 비용을 감소시킬 수 있다.

## 기술 지원의 아웃소싱
현대 기술의 활용이 증가함에 따라 기술 지원에 대한 요구도 커지고 있다. 많은 조직에서는 비용이 저렴한 국가나 지역에 기술 지원 부서나 콜 센터를 두고 있다. 델은 2001년에 기술 지원 및 고객 서비스 부서를 인도에 아웃소싱한 최초의 회사 중 하나이다. 또한 다른 조직에 기술 지원을 전문적으로 제공하는 회사도 성장했다. 이들은 흔히 MSP(Managed Service Provider)라고 불린다.
기술 지원을 제공해야 하는 기업의 경우 아웃소싱을 통해 높은 서비스 가용성을 유지할 수 있다. 이러한 요구는 하루 중 통화량이 가장 많은 경우, 신제품이나 유지 관리 서비스 팩 출시로 인한 활동이 많은 기간, 비즈니스에 저렴한 비용으로 고객에게 높은 수준의 서비스를 제공해야 하는 요구 사항으로 인해 발생할 수 있다. 기술 지원 자산이 필요한 기업의 경우 아웃소싱을 통해 핵심 직원이 생산성을 유지하기 위해 업무에 더 집중할 수 있다. 또한 업무 범위를 넘어서는 기술 지식 기반과 경험을 갖춘 전문 인력을 활용할 수 있어 직원들에게 더 높은 수준의 기술 지원을 제공할 수 있다.

## 같이 보기
- 콜 센터
- 고객 서비스
- 기술 지원 사기